# Zamatos turbolya
A zamatos turbolya (Anthriscus cerefolium) a turbolya (Anthriscus) nemzetség Magyarországon leggyakoribb faja. Két változata a termesztett var. cerefolium és a serteszőrös termésű vadon élő var. trichosperma, ennek magyar neve útszéli turbolya..
A turbolya magyar népies neve: illatos turbolya, olasz saláta, zamatos turbolya, édespetrezselyem.

## Származása, élőhelye
Az útszéli turbolya DK-Európától Közép-Ázsiáig őshonos, egyesek szerint Magyarországon is; a termesztett változat elvadulva az egész Kárpát-medencében megtalálható, főleg üde akácosok aljnövényzeteként.

## Jellemzése
Az ánizsra emlékeztető szagú, édeskés ízű, egynyári növényt már a rómaiak is használták. Szára 20–70 cm hosszú. Levele a petrezselyem zöldjéhez hasonlít, ernyős virágzata kis fehér virágokból áll. 
A levelek többszörösen szárnyasan összetettek. A levélhüvely éle szőrös. A virágzat összetett ernyő. Gallérlevél nincs, csak gallérkalevelek. A termés éretten nem bordás 2 részre hasadó ikerkaszat. Gyors növekedésű növény, leveleit már vetés után 4–5 héttel vághatjuk.

## Felhasználása
A francia konyha kedvelt fűszere, zöldség- és csontleves, baromfiételek, mártások ízesítője. Kiváló még sült húsok, főleg báránysültek, tojásételek fűszerezésére is. Mindenféle gomba, gombás ételek és gombás mártások elengedhetetlen fűszere. Kora tavasszal megjelenő zsenge hajtásaiból salátát is készítenek, később a levelek már keserűvé és rágóssá válnak. Íze erősen eltér a petrezselyemétől, mivel gyenge, zamatos levelei édeskések és ánizsillatúak – ezért édespetrezselyemnek is nevezik. A francia konyha által használt „fines herbes”, azaz finom fűszernövények egyike.
A hajtás illóolaj-tartalma 0,03%, a termésé 0,9%; az illóolaj fő összetevője metilkavikol. A hajtás tartalmaz továbbá flavon-glikozidot, keserűanyagokat, ásványi anyagokat, valamint A- és C-vitamint. A termés zsírosolajat is tartalmaz.
A termesztett fajtája (cerefolium L.) a norvég hétköznapi "nagykonyha" közkedvelt és széles körben használt fűszenövénye. Elterjedését az országban annak köszönheti, hogy olcsó, helyi alternatívája a petrezselyemnek. Ezen fajtája fenolokban gazdag (1260 mg galluszsav egyenlő (GAE) 100-1 g DM) de a különálló fenolos vegyületeit eddig ritkán jellemezték.

## Gyógyhatása
Drogja a virágzó leveles hajtás (Cerefolii herba) és a termés (Cerefolii fructus).
Teája vese, hólyag- és emésztőszervi megbetegedéskor jó hatású.